# Polystichum triangulum
Polystichum triangulum är en träjonväxtart. Polystichum triangulum ingår i släktet Polystichum och familjen Dryopteridaceae.

## Underarter
Arten delas in i följande underarter:
- P. t. mucronatum
- P. t. triangulum